# Berkeháza
Berkeháza (szlovénül: Berkovci, vagy Berkovci pri Prosenjakovcih, németül: Berkhaus) falu Szlovéniában, Muravidéken, Pomurska régióban. Közigazgatásilag Alsómaráchoz tartozik.

## Fekvése
Muraszombattól 16 km-re északkeletre a Vendvidéki-dombság (Goričko)  tájegységben a Rátkalaki-patak partján fekszik.

## Története
A település első írásos említése 1366-ban történt. 1365-ben Széchy Péter fia Miklós dalmát-horvát bán és testvére Domonkos erdélyi püspök kapták királyi adományul illetve cserében a Borsod vármegyei Éleskőért, Miskolcért és tartozékaikért Felsőlendvát és tartozékait, mint a magban szakadt Omodéfi János birtokát. A település a későbbi századokon át is birtokában maradt a családnak. Az 1366-os beiktatás alkalmával részletesebben kerületenként is felsorolják az ide tartozó birtokokat, melyek között a falu még "Korung in dystrictu seu valle Welemer" alakban szerepel.  A felsőlendvai váruradalom velemér-völgyi kerületéhez tartozott. 1499-ben már "Berkehaza" néven említik.
Vályi András szerint " BERKEHÁZA. Elegyes falu Vas Vármegyében, földes Ura Gróf Nádasdy Uraság, lakosai katolikusok, fekszik Kemenczének szomszédságában, mellynek filiája, határbéli földgye soványas, szőlő hegye meglehetős, fája tűzre elegendő, de más tsekélyes vagyonnyaihoz képest, harmadik Osztálybéli."
Fényes Elek szerint " Berkeháza, vindus falu, Vas vármegyében, 86 evang. lak. F. u. gróf Nádasdy. Ut. postája Radkersburg."
Vas vármegye monográfiája szerint " Berkeháza, 33 házzal és 144 ág. ev. vend lakossal. Postája Prosznyákfa, távirója Csákány. Szép vidék, hegeit fenyőerdők borítják."
1910-ben 131, túlnyomórészt szlovén lakosa volt. A trianoni békeszerződésig Vas vármegye Muraszombati járásához tartozott, 1919-ben átmenetileg a de facto Mura Köztársaság része lett. Még ebben az évben a Szerb–Horvát–Szlovén Királysághoz csatolták, ami 1929-től Jugoszlávia nevet vette fel. 1941-ben átmeneti időre ismét Magyarországhoz tartozott, 1945 után visszakerült jugoszláv fennhatóság alá. 1991 óta a független Szlovénia része. 2002-ben 55 lakosa volt.

## Nevezetességei
- Kis kápolnája 1913-ban épült.
- A berkeházi vízimalom (Császár malom) 1930-ban épült.